# Adèle Exarchopoulos
Adèle Exarchopoulos, född 22 november 1993 i Paris, är en fransk skådespelare.

## Biografi
Adèle Exarchopoulos är uppvuxen i Paris, där hon 2001–2005 tog teaterlektioner. Hon gjorde sin filmdebut 2005 i kortfilmen Martha. Den mer kända långfilmen Les Enfants de Timpelbach hade premiär 2008.
År 2013 vann hon Guldpalmen tillsammans med regissören Abdellatif Kechiche och medskådespelerskan Léa Seydoux för filmen Blå är den varmaste färgen (La Vie d'Adèle), där hon spelar titelrollen. Det var första gången som guldpalmsjuryn valde att prisa inte bara regissören till en film utan även skådespelarna.

## Filmografi (urval)
- 2005 – Martha (kortfilm)
- 2007 – Boxes
- 2008 – Les Enfants de Timpelbach
- 2010 – I gryningens timmar
- 2010 – Tête de turc
- 2011 – Chez Gino
- 2011 – Carré blanc
- 2012 – Des morceaux de moi
- 2013 – I Used to Be Darker
- 2013 – Blå är den varmaste färgen
- 2017 – Racer and the Jailbird
- 2022 – De fem djävlarna
- 2023 – Ett riktigt jobb
- 2023 – Animal Kingdom
- 2023 – Kärlek & avund
- 2023 – Tjuvsystrar
- 2024 – Insidan ut 2 (röst)
- 2025 – Too Much (TV-serie)